# Javier Capitán
Javier Capitán Narvión (Barcelona, 3 de diciembre de 1961) es un director y presentador de radio y televisión y humorista español. Sobrino de la periodista Pilar Narvión. 

## Trayectoria
Licenciado en Ciencias Económicas. En 1993 abandona su actividad como subdirector de marketing estratégico en Repsol para dedicarse en exclusiva a los medios de comunicación, especializándose en humor político. 
Inició su andadura en la radio en 1986, haciendo imitaciones, sobresaliendo la de Felipe González, en la Cadena SER colaborando en numerosos programas, entre ellos La verbena de La Moncloa. En 1995 dio el salto a RNE cadena en la cual ha seguido hasta la actualidad, colaborando en El gran carnaval, Buenos días y El tranvía junto a Luis Figuerola Ferretti estos programas fueron dirigidos inicialmente, y en diversas etapas, por Julio César Iglesias.
Debutó en televisión en 1992 colaborando en Goles son amores, de Telecinco y en las elecciones generales de 1996, con En tienda de campaña, sección de humor sobre políticos en Informativos Telecinco. Dirigió y copresentó el espacio de humor nocturno El Informal (1998-2002) de Telecinco, que le lanzó a la fama. El formato, ganó la Antena de Oro 1998, el TP de Oro Mejor programa de actualidad y reportajes: 1999, 2000, 2001 y el Premio Ondas Mejor Programa de Entretenimiento: 2001.  
Luego se puso al frente del late night, Ya es viernes...o no (2003) de Antena 3,  así como los concursos de cultura general Madrid reta (2003-2004) y Metro a Metro (2004-2007) en Telemadrid. 
Además, colaboró junto a Luis Figuerola-Ferretti   2004 y 2006 en el magazín vespertino El Tranvía de Olga en Radio 1 RNE (2004-2006) y en el matinal Las Mañanas de Radio 1 de RNE (2006-2007), ambos dirigidos y presentados por Olga Viza.
En 2007 presentó el concurso de TVE, El Negociador. En 2008 presenta junto a Miriam Reyes Gimeno el programa El NOticiero, de MobuzzTV, una televisión en línea 2.0. En agosto de ese año, de nuevo en TVE, dirige Con un par...de bromas  y en 2009, colaboró en La mañana de La 1. 
En 2011 participó en el acto de inicio y en el acto central de la campaña de UPyD de las elecciones generales de 2011.y el 29 de septiembre de 2012 presentó la celebración del V aniversario de UPyD en Vitoria. 
En 2019 fue la voz en off el programa de zapeo, ¡Toma salami!, en  FDF (Mediaset).   En 2020, el espacio pasa a ser diario en Telecinco con, los momentos más destacados de los 30 años de historia de la cadena, bajo el título, ¡Toma salami! La TV que nos parió. 
Residente en el campo valenciano, colabora con Radio Nacional de España, sigue presentando proyectos de televisión a las cadenas, y ejerce como asesor de comunicación a ejecutivos. 

## Televisión
- Goles son amores (1992-1993). Telecinco. Colaborador junto a Luis Figuerola-Ferreti. [10]
- El Informal (1998-2002) Telecinco. Director y copresentador. [5]
- Ya es viernes...o no (2003) de Antena 3. Late night.   [3]
- Madrid reta (2003-2004). Concurso de Telemadrid. [6]
- Metro a Metro (2004-2007) Concurso de Telemadrid. [7]
- El Negociador (2007). Concurso de TVE. [8]
- El NOticiero (2008) Copresentador con Miriam Reyes Gimeno, en MobuzzTV, canal online.
- Con un par...de bromas (2008). TVE. Espacio de cámara oculta.  Director.  [9]
- La mañana de La 1. (2009). TVE. Magazine. Colaborador. [10]
- ¡Toma salami!, (2009). FDF (Mediaset). Programa de Zaping. Voz en off.   [13]
- ¡Toma salami! La TV que nos parió (2020).  Telecinco. Programa de Zapping. Voz en off. [14]